# Grimoaldo della Purificazione
Grimoaldo della Purificazione, al secolo Ferdinando Santamaria (Pontecorvo, 4 maggio 1883 – Ceccano, 18 novembre 1902), è stato un religioso italiano della congregazione della Passione di Gesù Cristo.
È stato beatificato il 29 gennaio 1995 da papa Giovanni Paolo II. La sua memoria ricorre il 18 novembre.

## Biografia
Era figlio di Pietro Paolo e di Cecilia Ruscio, ambedue funai a Pontecorvo. Qui Ferdinando conobbe i Passionisti del vicino ritiro-santuario della Madonna delle Grazie. Ricevette i sacramenti della Cresima e dell'Eucaristia in giovanissima età, rispetto alla prassi dell'epoca. Si iscrisse all'associazione dell'Immacolata, sorta nella sua parrocchia per iniziativa del parroco don Vincenzo Romano.
Il padre desiderava che si impegnasse nel lavoro della famiglia, ma non si oppose quando il giovinetto manifestò il desiderio di entrare tra i passionisti e diventare sacerdote e missionario. Compiuti gli studi primari sotto la guida di don Antonio Roscia, entrò a sedici anni (15 febbraio 1899) nel noviziato dei passionisti di Paliano (FR). Compiuto l'anno di probazione fu ammesso alla professione dei voti, con il nome di Grimoaldo della Purificazione, scelto per devozione verso il santo patrono del suo paese natale. Si trasferì alla Badia di Ceccano per proseguire gli studi in vista del sacerdozio.
Il 31 ottobre 1902, pur godendo di ottima salute, venne colpito da meningite fulminante che lo condusse alla tomba il 18 novembre dello stesso anno. Nell'ottobre del 1962, perdurando la fama di santità, venne riesumato dal cimitero di Ceccano e traslocato nella Badia tenuta dai passionisti.

## Culto
Venne aperto il processo di canonizzazione, mentre si diffondeva la fama di santità e varie grazie e miracoli vennero attribuiti alla sua intercessione, anche tra gli emigranti, soprattutto frusinati, degli Stati Uniti e di altri Paesi.
Dichiarato venerabile il 14 maggio 1991, fu beatificato da Giovanni Paolo II il 29 gennaio 1995, additato all'esempio dei giovani, in particolare dei giovani seminaristi, sulla scia di Gabriele dell'Addolorata, di cui Grimoaldo fu emulo nella via della santità, e del beato Pio Campidelli, altro giovanissimo passionista asceso agli onori degli altari.